# Shine (canção de Ricky Martin)
"Shine" é o segundo single de Ricky Martin do seu álbum de estúdio Música + Alma + Sexo. Foi lançado em 21 de dezembro de 2010 nos Estados Unidos. A versão em espanhol, intitulada "Te Vas" também está incluída no álbum.

## Promoção
Em 23 de dezembro de 2010, Ricky Martin cantou a música durante a décima segunda edição anual do CBS A Home for the Holidays.

## Formatos e Lista de faixas
Worldwide digital single
1. "Shine" – 4:46